# Teen Choice Awards 2005
La 7ª edizione dei Teen Choice Awards si è svolta il 16 agosto 2005 al Gibson Amphitheatre di Los Angeles, California, ed è stata presentata dagli attori Hilary Duff e Rob Schneider.

## Vincitori

### Cinema
I vincitori sono indicati in grassetto.

#### Miglior attore in un film drammatico (Choice Movie Actor: Drama)
- Ryan Gosling - Le pagine della nostra vita (The Notebook)
- Samuel L. Jackson - Coach Carter (Coach Carter)
- Tom Cruise - Collateral (Collateral)
- Johnny Depp - Neverland - Un sogno per la vita (Finding Neverland)
- Zach Braff - La mia vita a Garden State (Garden State)
- Joaquin Phoenix - Squadra 49 (Ladder 49)
- Jamie Foxx - Ray (Ray)
- Leonardo DiCaprio - The Aviator (The Aviator)

#### Miglior attore in un film commedia (Choice Movie Actor: Comedy)
- Will Smith - Hitch - Lui sì che capisce le donne (Hitch)
- Will Ferrell - Anchorman - La leggenda di Ron Burgundy (Anchorman: The legend of Ron Burgundy) e Derby in famiglia
- Jimmy Fallon - L'amore in gioco (Fever Pitch)
- Ashton Kutcher - Indovina chi (Guess Who) e Sballati d'amore (A Lot Like Love)
- Ben Stiller - Mi presenti i tuoi? (Meet the Fockers)
- Jon Heder - Napoleon Dynamite (Napoleon Dynamite)
- Adam Sandler - L'altra sporca ultima meta (The Longest Yard)
- Vin Diesel - Missione tata (The Pacifier)

#### Miglior attore in un film d'azione/avventura/thriller (Choice Movie Actor: Action/Adventure/Thriller)
- Chad Michael Murray - La maschera di cera (House of Wax)
- Orlando Bloom - Le crociate - Kingdom of Heaven (Kingdom of Heaven)
- Jim Carrey - Lemony Snicket - Una serie di sfortunati eventi (Lemony Snicket's A Series of Unfortunate Events)
- Heath Ledger - Lords of Dogtown (Lords of Dogtown)
- Brad Pitt - Mr. & Mrs. Smith (Mr. & Mrs. Smith)
- Matthew McConaughey - Sahara (Sahara)
- Hayden Christensen - Star Wars: Episodio III - La vendetta dei Sith (Star Wars: Episode III - Revenge of the Sith)
- Matt Damon - The Bourne Supremacy (The Bourne Supremacy)

#### Miglior attrice in un film drammatico (Choice Movie Actress: Drama)
- Rachel McAdams - Le pagine della nostra vita (The Notebook)
- Kate Winslet - Neverland - Un sogno per la vita (Finding Neverland)
- Natalie Portman - La mia vita a Garden State (Garden State) e Closer (Closer)
- Scarlett Johansson - In Good Company (In Good Company)
- Brittany Murphy - Tutte le ex del mio ragazzo (Little Black Book)
- Kerry Washington - Ray (Ray)
- Alexis Bledel - 4 amiche e un paio di jeans (The Sisterhood of the Traveling Pants)
- Amber Tamblyn - 4 amiche e un paio di jeans (The Sisterhood of the Traveling Pants)

#### Miglior attrice in un film commedia (Choice Movie Actress: Comedy)
- Sandra Bullock - Miss F.B.I. - Infiltrata speciale (Miss Congeniality 2: Armed & Fabulous)
- Hilary Duff - Cinderella Story (A Cinderella Story)
- Amanda Peet - Sballati d'amore (A Lot Like Love)
- Queen Latifah - Beauty Shop (Beauty Shop)
- Drew Barrymore - L'amore in gioco (Fever Pitch)
- Lindsay Lohan - Herbie - Il super Maggiolino (Herbie: Fully Loaded)
- Eva Mendes - Hitch - Lui sì che capisce le donne (Hitch)
- Jennifer Lopez - Quel mostro di suocera (Monster-in-Law)